# Rob Edwards (baloncestista)
Rob Edwards (Detroit, Míchigan, 20 de enero de 1997) es un baloncestista estadounidense que pertenece a la plantilla de los Osos de Manatí de la BSN puertorriqueña. Con 1,93 metros de estatura, juega en la posición de escolta. Es primo del también jugador profesional Kalin Lucas.

## Trayectoria deportiva

### Universidad
Jugó dos temporadas con los Vikings de la Universidad Estatal de Cleveland, en las que promedió 14,4 puntos, 4,2 rebotes, 1,6 asistencias y 1,2 robos de balón por partido. Fue incluido en el mejor quinteto de novatos de la Horizon League en su primera temporada, y en el segundo mejor quinteto de la conferencia en la segunda.
Fue entonces transferido a los Sun Devils de la Universidad Estatal de Arizona, donde tras el año en blanco que imponía la NCAA en las transferencias, jugó dos temporadas más, en las que promedió 11,3 puntos, 3,5 rebotes y 1,0 asistencias por encuentro.

### Profesional
Tras no ser elegido en el Draft de la NBA de 2020, se unió a los Oklahoma City Blue tras ser seleccionado por estos en el Draft de la NBA G League en la decimoctava posición de la segunda ronda. En su primera temporada, en 15 partidos promedió 12,5 puntos, 3,4 rebotes y 1,5 asistencias en 21,3 minutos por juego con un 44,0 por ciento de tiros de tres puntos.
En agosto de 2021 se unió a los Oklahoma City Thunder para disputar las Ligas de Verano de la NBA. Firmó con los Thunder el 27 de septiembre, pero fue despedido el 11 de octubre tras jugar solo un partido de pretemporada. Regresó posteriormente a los Blue para la temporada 2021-22 de la G League.
El 27 de diciembre firmó un contrato de diez días con los Thunder, tras el cual regresó a los Blue.
El 3 de noviembre de 2022 fue incluido en la lista de jugadores de Wisconsin Herd después de firmar contrato con el equipo de la G League.
El 21 de octubre de 2023 firmó con los Cleveland Cavaliers, pero fue despedido el mismo día, y una semana después, firmó con los Cleveland Charge de la NBA G League. El 26 de diciembre fue traspasado a los Maine Celtics. Fue despedido el 24 de febrero de 2024, después de promediar 6,5 puntos en 16 partidos.
El 4 de marzo de 2024 se unió a los Delaware Blue Coats.
El 24 de mayo de 2024 firmó con los Cairns Taipans de la NBL australiana para la temporada 2024-25. Promedió 19,8 puntos, 4,1 rebotes y 2,3 asistencias por partido.
El 4 de febrero de 2025 fichó por los Xinjiang Flying Tigers de la CBA china.
El 10 de abril de 2025 fichó por los Osos de Manatí de la BSN puertorriqueña.

## Estadísticas de su carrera en la NBA

### Temporada regular
| Año     | Equipo        | PJ | PT | MPP | %TC  | %3P  | %TL | RPP | APP | ROB | TPP | PPP |
| ------- | ------------- | -- | -- | --- | ---- | ---- | --- | --- | --- | --- | --- | --- |
| 2021-22 | Oklahoma City | 2  | 0  | 5.5 | .250 | .250 | —   | 1.5 | .0  | .0  | .0  | 1.5 |
| Total   | Total         | 2  | 0  | 5.5 | .250 | .250 | —   | 1.5 | .0  | .0  | .0  | 1.5 |